# Фарен (Франция)
Фаре́н (фр. Fareins) — коммуна во Франции, находится в регионе Рона — Альпы. Департамент — Эн. Входит в состав кантона Сен-Тривье-сюр-Муаньян. Округ коммуны — Бурк-ан-Брес.
Код INSEE коммуны — 01157.

## География
Коммуна расположена приблизительно в 370 км к юго-востоку от Парижа, в 30 км севернее Лиона, в 45 км к юго-западу от Бурк-ан-Бреса.
На западе коммуны протекает река Сона.

## Климат
Климат полуконтинентальный с холодной зимой и тёплым летом. Дожди бывают нечасто, в основном летом.

## Население
Население коммуны на 2010 год составляло 2137 человек.
| 1962 | 1968 | 1975 | 1982 | 1990 | 1999 | 2010 |
| ---- | ---- | ---- | ---- | ---- | ---- | ---- |
| 922  | 871  | 1006 | 1385 | 1545 | 1668 | 2137 |

## Администрация
| Период | Период | Фамилия      | Партия        | Примечания                       |
| ------ | ------ | ------------ | ------------- | -------------------------------- |
| 1995   | 2001   | Франсуа Шабу |               |                                  |
| 2001   | 2008   | Жинет Фраппе | Разные правые | член генерального совета кантона |
| 2008   | 2020   | Ив Дюмулен   | Разные правые |                                  |

## Экономика
В 2010 году среди 1356 человек трудоспособного возраста (15—64 лет) 1007 были экономически активными, 349 — неактивными (показатель активности — 74,3 %, в 1999 году было 75,4 %). Из 1007 активных жителей работали 953 человека (505 мужчин и 448 женщин), безработных было 54 (22 мужчины и 32 женщины). Среди 349 неактивных 122 человека были учениками или студентами, 152 — пенсионерами, 75 были неактивными по другим причинам.

## Достопримечательности
- Замок Флешер[фр.] (XVII век). Исторический памятник с 1985 года.[10]
- Замок Буше[фр.].[11] (XIX век)
- Церковь Успения Божьей Матери (XVI век).

## Фотогалерея

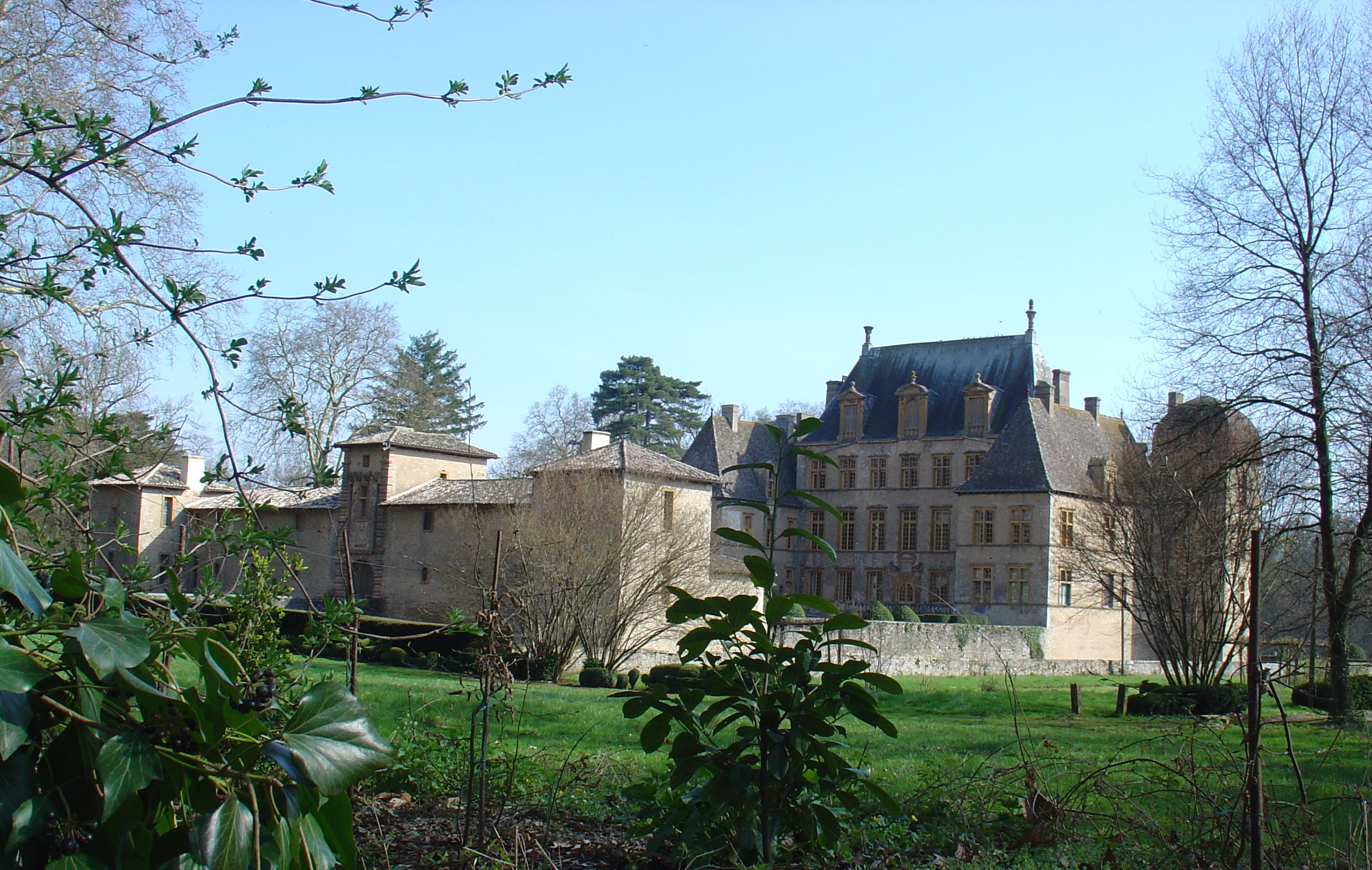
Замок Флешер
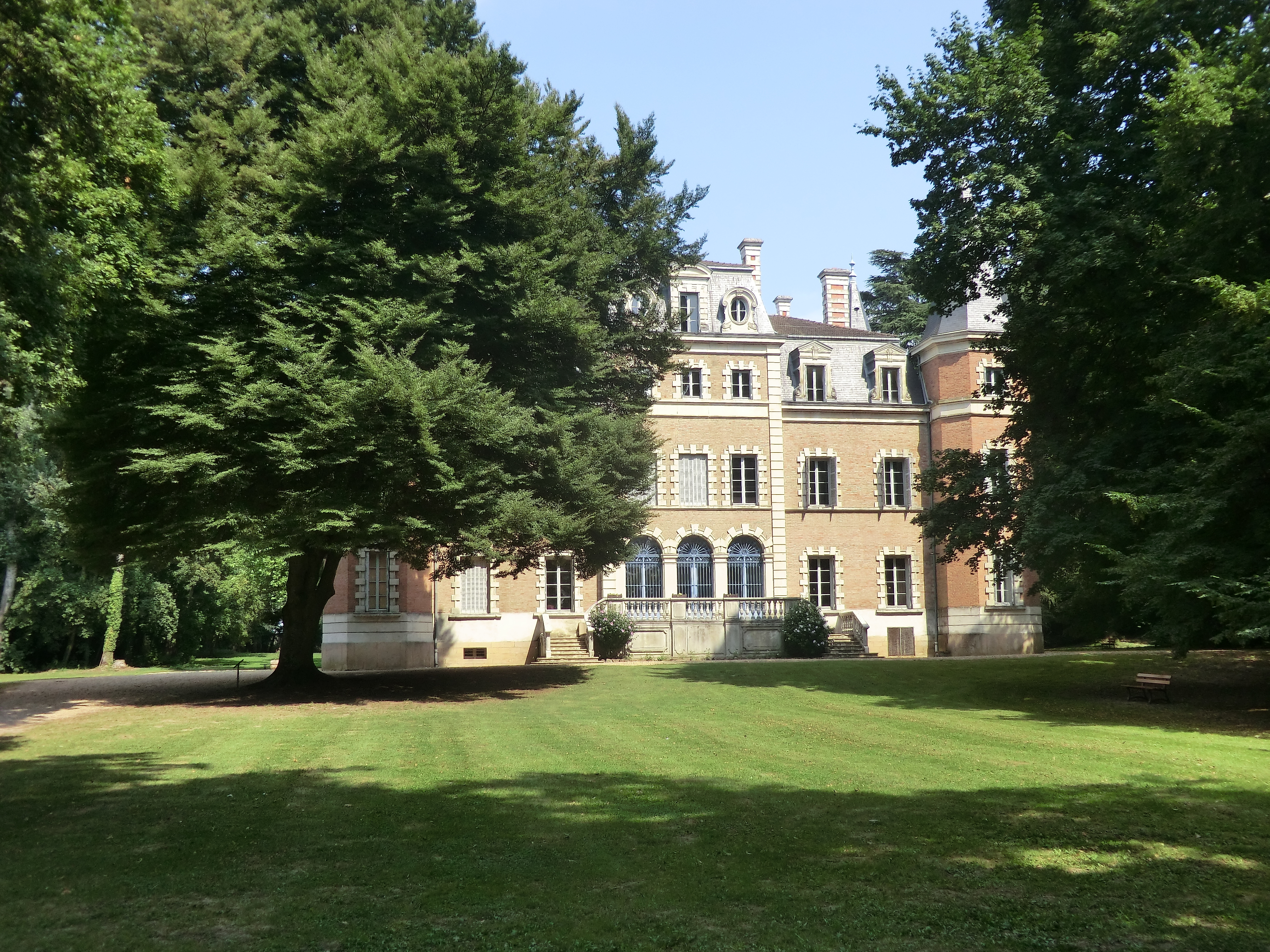
Замок Буше
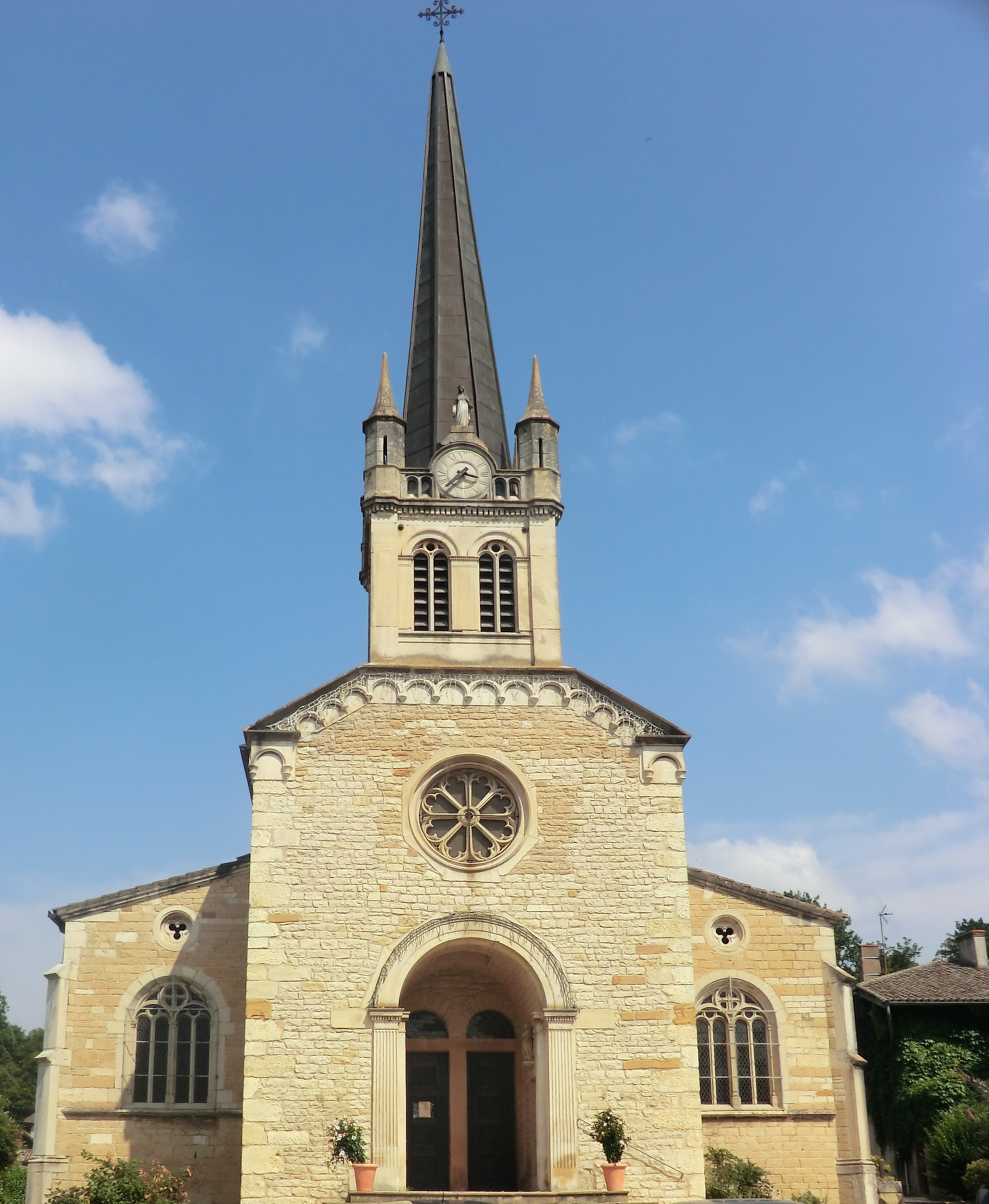
Церковь Успения Божьей Матери
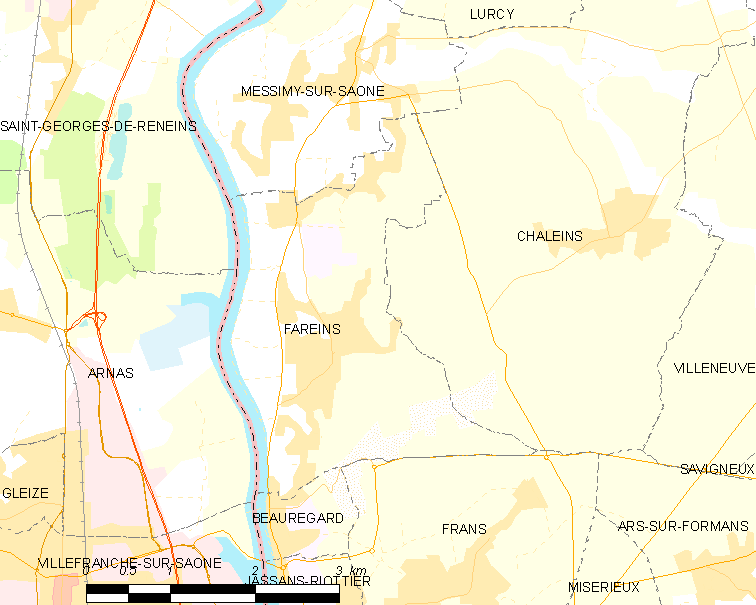
Карта коммуны